# Thrasher Magazine
Thrasher Magazine is een tijdschrift over skateboarden. Het wordt maandelijks uitgegeven. Het is in 1981 opgericht en werd beheerd door Jake Phelps.

## Skater of the Year
Thrasher staat vooral bekend om het uitgeven van de jaarlijkse titel Skater Of The Year aan een skateboarder die dat jaar het meest in de spotlight stond. Deze traditie is begonnen in 1990 en is tegenwoordig de meest gerespecteerde titel die je als skateboarder kunt krijgen. Transworld reikt deze titel ook uit, maar deze wordt veel minder gewaardeerd.
Winnaars van de titel zijn:
- 1990 - Tony Hawk
- 1991 - Danny Way
- 1992 - John Cardiel
- 1993 - Salman Agah
- 1994 - Mike Carroll
- 1995 - Chris Senn
- 1996 - Eric Koston
- 1997 - Bob Burnquist
- 1998 - Andrew Reynolds
- 1999 - Brian Anderson
- 2000 - Geoff Rowley
- 2001 - Arto Saari
- 2002 - Tony Trujillo
- 2003 - Mark Appleyard
- 2004 - Danny Way
- 2005 - Chris Cole
- 2006 - Daewon Song
- 2007 - Marc Johnson
- 2008 - Silas Baxter-Neal
- 2009 - Chris Cole
- 2010 - Leo Romero
- 2011 - Grant Taylor
- 2012 - David Gonzalez
- 2013 - Ishod Wair
- 2014 - Wes Kremer
- 2015 - Anthony van Engelen
- 2016 - Kyle Walker
- 2017 - Jamie Foy
- 2018 - Tyshawn Jones
- 2019 - Milton Martinez
- 2020 - Mason Silva
- 2021 - Mark Suciu
- 2022 - Tyshawn Jones

## King of the Road
Ook wordt de jaarlijkse King Of The Road door Thrasher georganiseerd. Hierin nemen vier teams van vijf skateboarders het tegen elkaar op om de meest uiteenlopende opdrachten te voltooien.
- 2010
- 1e plaats Nike Sb
- 2e plaats Converse
- 3e plaats Circa
- 4e plaats Etnies
- 2011
- 1e plaats Lakai
- 2e plaats Vans
- 3e plaats Nike Sb
- 4e plaats Dekline